# Пирин (1933)
Вижте пояснителната страница за други значения на Пирин.
„Пирин“ с подзаглавие Орган на дружество Свети Климент е български вестник, излязъл в единствен брой на 8 юли 1933 година.

## История
Вестникът е местен орган на ВМРО. Печата се във Видин, печатница „Пантелей Конев“. Редактор на вестника е Гошо Пантев. Издава се в тираж 1000 броя.